# Inaruwa

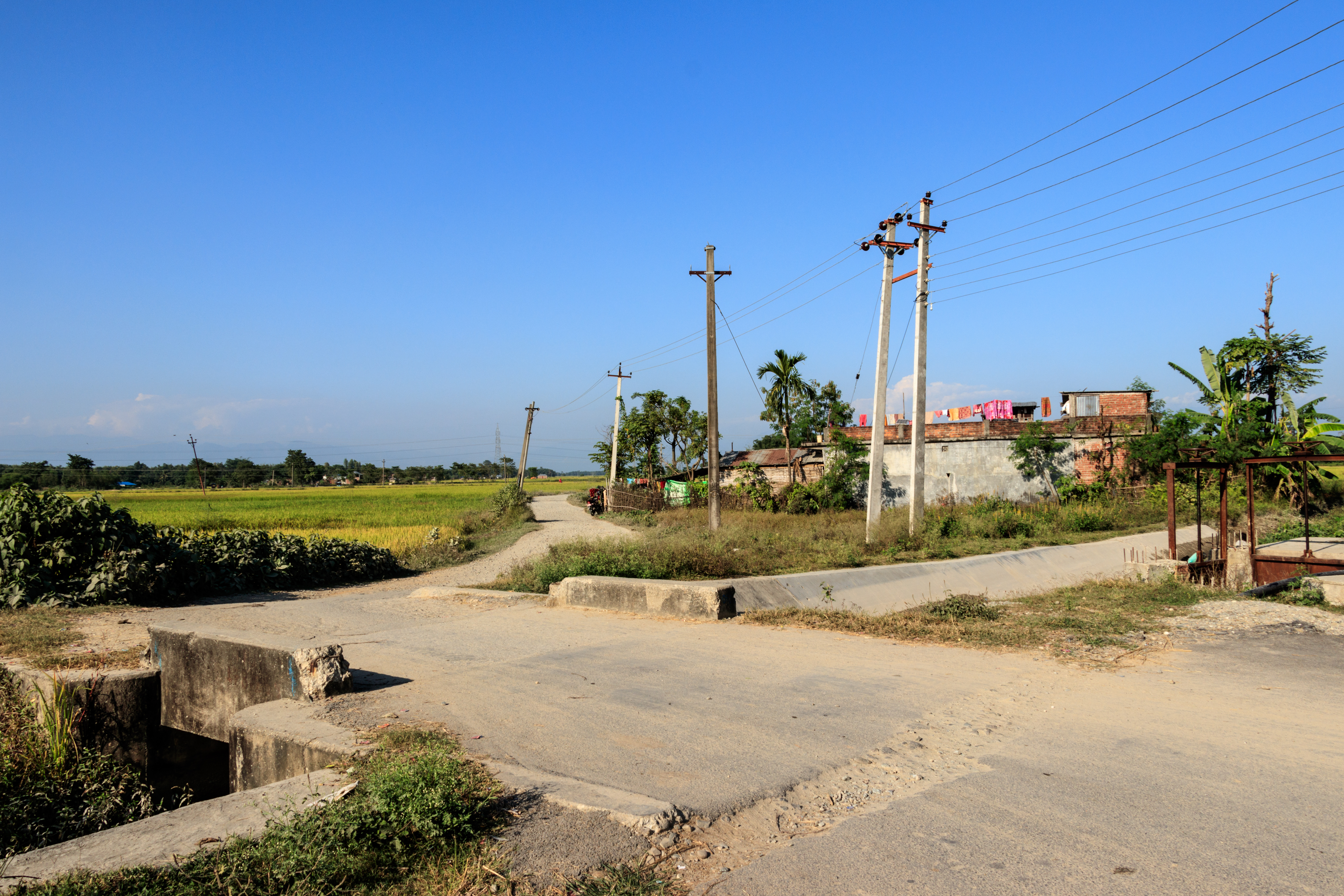
Distrito de Inaruwa-Sunsari

Inaruwa é uma cidade do Nepal.